# Ким Хёнсу (актриса)
Ким Хёнсу (кор. 김현수) — южнокорейская актриса. Она часто снималась в качестве младшей версии главной героини в таких телесериалах, как «Маска невесты» и «Человек со звезды», до тех пор пока не получила свою первую главную роль в фильме «Лжесвидетельство Соломона». На данный момент самой заметной экранной ролью Ким была Пэ Рона из сериала «Пентхаус» (2020—2021).

## Карьера
Ким Хёнсу начала работать в индустрии развлечений в качестве детской модели. Она дебютировала как актриса в 2011 году в фильме «Суровое испытание», в котором её роль глухой студентки, страдающей от жестокого обращения, принесла ей номинацию на 49-ю премию Grand Bell Awards в категории «Лучшая актриса второго плана». Затем Хёнсу снялась в роли главной героини в детстве в таких сериалах, как «Дерево с глубокими корнями», «Маска невесты» и «Человек со звезды». Свою первую постоянную роль в телесериале Хёнсу получила в сериале «Боевик в Чосоне».
В 2016 году она снялась вместе с Ким Хёнсу в драматическом фильме «Семейные связи» в роли беременной старшеклассницы. Позже в том же году Хёнсу впервые получила роль главной героини в молодёжной мистической драме канала JTBC «Лжесвидетельство Соломона».
Ким снялась вместе с Чан Хёком в историческом боевике 2020 года «Меченосец». В том же году она прошла кастинг в мелодраму SBS «Пентхаус»,. в которой её роль девушки, стремящейся стать лучшей певицей сопрано на фоне многочисленных препятствий, принесла Хёнсу номинацию «Лучшая новая актриса» на 57-й премии Baeksang Arts Awards (самая престижная телевизионная премия Республики Корея).
25 апреля 2022 года Хёнсу подписала контракт с Andmarq.

## Фильмография
| Год       |   | Русское название               | Оригинальное название | Роль                          |
| --------- | - | ------------------------------ | --------------------- | ----------------------------- |
| 2011      | ф | Суровое испытание              | 도가니                | Ким Ёнду                      |
| 2011      | с | 49 дней                        | 49일                  | Молодая Син Джимин            |
| 2011      | с | Дерево с глубокими корнями     | 리 깊은 나무          | Молодая Дам/Сои               |
| 2011      | с | Жизнь в стиле                  | 폼나게 살거야         | Чо Хан И                      |
| 2011      | с | Удар ногой: Месть коротконогих | 유미의 세포들         | Молодая Ким Дживон            |
| 2012      | ф | Страшные истории               | 무서운 이야기         | Сён И                         |
| 2012      | с | Маска невесты                  | 각시탈                | Молодая Бун И/ Мок Дан/ Эстер |
| 2012      | с | Мечта императора               | 대왕의                | Молодая Чиндок-ёван           |
| 2013      | ф | Пять                           | 더 파이브             | Ким Га Ён                     |
| 2013      | с | Хороший доктор                 | 굿 닥터               | На Инхэ                       |
| 2013      | с | Человек со звезды              | 별에서 온 그대        | Молодая Чхон Сон И/ Со Ихва   |
| 2014      | ф | Убийца                         | 협녀: 칼의 기억       | Джису                         |
| 2014      | с | Оруженосец в Чосоне            | 조선 총잡이           | Пак Ёнха                      |
| 2015      | ф | Волк в овечьей шкуре           | 간신                  | Молодая Данхи                 |
| 2016      | ф | Семейные связи                 | 굿바이 싱글           | Ким Данджи                    |
| 2016      | с | Лжесвидетельство Соломона      | 솔로몬의 위증         | Ко Соён                       |
| 2018      | ф | Будь со мной                   | 지금 만나러           | Молодая Им Суа                |
| 2018      | с | Мать                           | 마더                  | Молодая Кан Суджин            |
| 2019      | с | Историк-новичок Гу Хэрюн       | 신입사관 구해령       | Со Ёнхва                      |
| 2019      | с | Большой фанат                  | Biggest Fan           | Чон Юхи                       |
| 2020      | ф | Меченосец                      | 검객                  | Тхэ Ок                        |
| 2020—2021 | с | Пентхаус                       | 오늘의 탐정           | Пэ Рона                       |
| 2021      | ф | Шепчущие коридоры 6: Гудение   | 영웅                  | Ким Хаён                      |
| 2022      | с | Искусственный город            | 공작도시              | До Ынён                       |

### Развлекательные шоу
| Год  | Название        | Роль         | Примечания |
| ---- | --------------- | ------------ | ---------- |
| 2014 | Звездные друзья | Страж океана | [ 14 ]     |

### Музыкальные видео
| Год  | Название                 | Исполнитель    | Примечания |
| ---- | ------------------------ | -------------- | ---------- |
| 2014 | Sogyeokdong (Тихая ночь) | IU & Со Тхэджи | [ 15 ]     |

## Награды и номинации
| Год  | Награда              | Категория                    | Фильм/Сериал                      | Итог      | Ссылки |
| ---- | -------------------- | ---------------------------- | --------------------------------- | --------- | ------ |
| 2012 | Большой колокол      | Лучшая актриса второго плана | Суровое испытание                 | Номинация | [ 16 ] |
| 2012 | KBS Drama Awards     | Лучшая юная актриса          | Маска невесты                     | Номинация |        |
| 2013 | KBS Drama Awards     | Лучшая юная актриса          | Хороший доктор & Мечта императора | Номинация |        |
| 2014 | KBS Drama Awards     | Лучшая юная актриса          | Оруженосец в Чосоне               | Номинация |        |
| 2014 | APAN Star Awards     | Лучшая юная актриса          | Человек со звезды                 | Победа    | [ 17 ] |
| 2020 | SBS Drama Awards     | Лучшая юная актриса          | Пентхаус                          | Победа    | [ 18 ] |
| 2021 | Baeksang Arts Awards | Лучшая актриса-новичок       | Пентхаус                          | Номинация | [ 19 ] |
| 2021 | Премия «Бренд года»  | Восходящая звезда            | Ким Хёнсу                         | Номинация |        |